# Room on Fire
| Совокупная оценка    | Совокупная оценка      |
| Источник             | Оценка                 |
| -------------------- | ---------------------- |
| Metacritic           | 77/100                 |
| Оценки критиков      |                        |
| Источник             | Оценка                 |
| AllMusic             | [ 2 ]                  |
| Drowned in Sound     | (9/10)                 |
| Entertainment Weekly | B                      |
| The Guardian         | [ 5 ]                  |
| NME                  | (9/10)                 |
| Pitchfork Media      | (8.0/10)               |
| PopMatters           | (favorable)            |
| Rolling Stone        | [ 9 ]                  |
| Stylus Magazine      | B+ (Burns) C+ (Oliver) |
| Yahoo! Music UK      | [ 12 ]                 |

Room on Fire — второй студийный альбом американской инди-рок-группы The Strokes. Альбом был выпущен в октябре 2003 года. Альбом был написан с продюсером Гордоном Рафаэлем. Альбом содержит более мягкое звучание, в отличие от предшественника Is This It. Альбом достиг второй позиции в английском чарте и получил положительные отзывы, а также дебютировал под номером #4 в чарте Billboard 200 и был продан тиражом 597 000 копий в октябре 2006 и стал золотым.

## Список композиций
| №   | Название                  | Длительность |
| --- | ------------------------- | ------------ |
| 1.  | «What Ever Happened?»     | 2:54         |
| 2.  | «Reptilia»                | 3:41         |
| 3.  | «Automatic Stop»          | 3:26         |
| 4.  | «12:51»                   | 2:33         |
| 5.  | «You Talk Way Too Much»   | 3:04         |
| 6.  | «Between Love & Hate»     | 3:15         |
| 7.  | «Meet Me in the Bathroom» | 2:57         |
| 8.  | «Under Control»           | 3:06         |
| 9.  | «The Way It Is»           | 2:22         |
| 10. | «The End Has No End»      | 3:07         |
| 11. | «I Can't Win»             | 2:34         |

## Синглы
| Информация |
| --- |
| «12:51» - Выпущен: 6 октября 2003 - Позиции в чартах: #7 (UK Singles Chart) #15 (US Modern Rock)              |
| «Reptilia» - Выпущен: 9 февраля 2004 - Позиции в чартах: #17 (UK Singles Chart) #19 (US Modern Rock)          |
| «The End Has No End» - Выпущен: 1 ноября 2004 - Позиции в чартах: #27 (UK Singles Chart) #35 (US Modern Rock) |

## Позиции в чартах
| Чарт                       | Позиция |
| -------------------------- | ------- |
| Australian ARIA Charts     | 6       |
| Billboard 200              | 4       |
| Germany Top Albums Chart   | 6       |
| Irish Albums Chart         | 2       |
| New Zealand RIANZ Charts   | 6       |
| Norwegian Top Albums Chart | 3       |
| Sweden Top Albums Chart    | 6       |
| UK Albums Chart            | 2       |